# Alexandre Andronov
Pour les articles homonymes, voir Andronov.
Alexandre Andronov (en russe : Александр Александрович Андронов, Aleksandr Aleksandrovitch Andronov), né le 29 mars 1901 (11 avril dans le calendrier grégorien) à Moscou et mort le 31 octobre 1952 à Gorki, est un physicien soviétique.

## Biographie
En 1946, Alexandre Andronov est élu membre de l'Académie des sciences de l'URSS.

## Hommages
En 1976, l'Union astronomique internationale adopte le nom d'Andronov pour désigner un cratère d'impact sur la Lune en l'hommage d'Alexandre Andronov.